# Adept (Band)
Adept ist eine schwedische Post-Hardcore-Band aus Trosa, die momentan bei Napalm Records unter Vertrag steht.

## Bandgeschichte

### Die Anfänge
Adept wurde 2004 gegründet und bestand aus den Musikern Robert Ljung (Gesang), den beiden Gitarristen Jerry Repo und Jacob Papinniemi, dem Bassisten Tobias Ottoson und dem Schlagzeuger Gabriel Hellmark. Bereits im Gründungsjahr erschien ihre erste Demo Hopeless Illusions, in Eigenregie aufgenommen und verkauft. Auch ihre erste EP, welche ein Jahr später erschien, wurde aus eigener Tasche finanziert. Auch die zweite EP, The Rose Will Decay, wurde als Eigenproduktion veröffentlicht. Durch den großen Erfolg und den schnell wachsenden Bekanntheitsgrad der Band, wurde Panic & Action auf die Gruppe aufmerksam und nahm diese unter Vertrag. Außerdem bekamen sie einen goldenen Adapter als Glücksbringer für die Musik.

### Panic & Action und Erfolg
Am 4. Februar 2009 erschien das erste Album der Gruppe. Es heißt Another Year of Disaster. Im Oktober folgte die EP Shark! Shark! Shark!. 2010 ging die Band gemeinsam mit Her Bright Skies, die ebenfalls bei Panic & Action unter Vertrag stehen in Deutschland auf Tour. Die The Toughest Kids Tour umfasste 6 Konzerte. Die Veranstaltungsorte waren Hamburg, Berlin, Osnabrück, München, Stuttgart und Köln. Im August 2010 begannen die Arbeiten an dem Nachfolger von Another Year of Disaster. Dazu konnte die Band mit Frederik Nordström, einen erfahrenen Musikproduzenten gewinnen, der bereits mit In Flames, Bring Me the Horizon und At the Gates zusammenarbeitete. Am 11. März 2011 erschien das zweite Album mit dem Namen Death Dealers. Die Single-Auskopplung erschien bereits am 4. März. Die Band spielte ihre erste Europa-Tour mit Start in Schweden mit While She Sleeps und Walking with Strangers als Support. Es folgten Konzerte in Russland, Finnland, Norwegen, Dänemark, Ungarn, Tschechien, Italien und Frankreich. Im Mai tourte die Band im Rahmen dieser Europa-Tour erneut durch Deutschland. Auf dieser Tour war die Gruppe gemeinsam mit As Blood Runs Black, Caliban und For Today zu sehen. Bei dieser Tour waren auch zwei Konzerte in Österreich geplant. Adept spielten im Vorprogramm von A Day to Remember auf deren Europa-Tour.

### Aktuelle Situation
Seit dem 4. Mai 2011 tourt die Band erneut gemeinsam mit der deutschen Metalcore-Formation Caliban durch Europa. Neben einzelnen Konzerten in Spanien, Ungarn, Frankreich, Italien, Österreich, Tschechien und Deutschland wird die Gruppe auch auf einigen renommierten europäischen Festivals zu sehen sein, darunter dem Vainstream Rockfest, Nova Rock, dem Powerfest, Pukkelpop, dem Greenfield Festival, dem Mach1 Festival, dem Graspop Metal Meeting, Deichbrand, Summer Breeze und dem Serengeti Festival.
Am 9. Juni 2011 gab das Plattenlabel der Band bekannt, dass Adept sich bis auf Weiteres von ihrem Gitarristen Jacob Papinniemi trennen. Zunächst wurde als Ersatz der jetzige Constrain-Gitarrist Andrew Chramer eingesetzt, jedoch kurz darauf von Gustav Lithammer, dem Gitarristen von Saving Joshua ersetzt. Am 13. September verkündete die Band auf Facebook, dass Gustav nun einen festen Platz in der Band hat und mit ihnen auf die kommende Europatour gehen wird. Diese führt sie natürlich auch durch Deutschland. Adept spielt zusammen mit More Than a Thousand und Walking with Strangers in Berlin, Köln, Wiesbaden und Hamburg. Für Anfang 2012 ist eine Tour durch Schweden geplant. Außerdem covern sie das Lied Riot in Everyone von Crash Diet für ein Panic & Action-Kompilationsalbum. Im März 2012 tourt die Band mit Heaven Shall Burn und Rise to Remain durch England und auch die Schweden-Tour hat noch einige Termine erhalten.

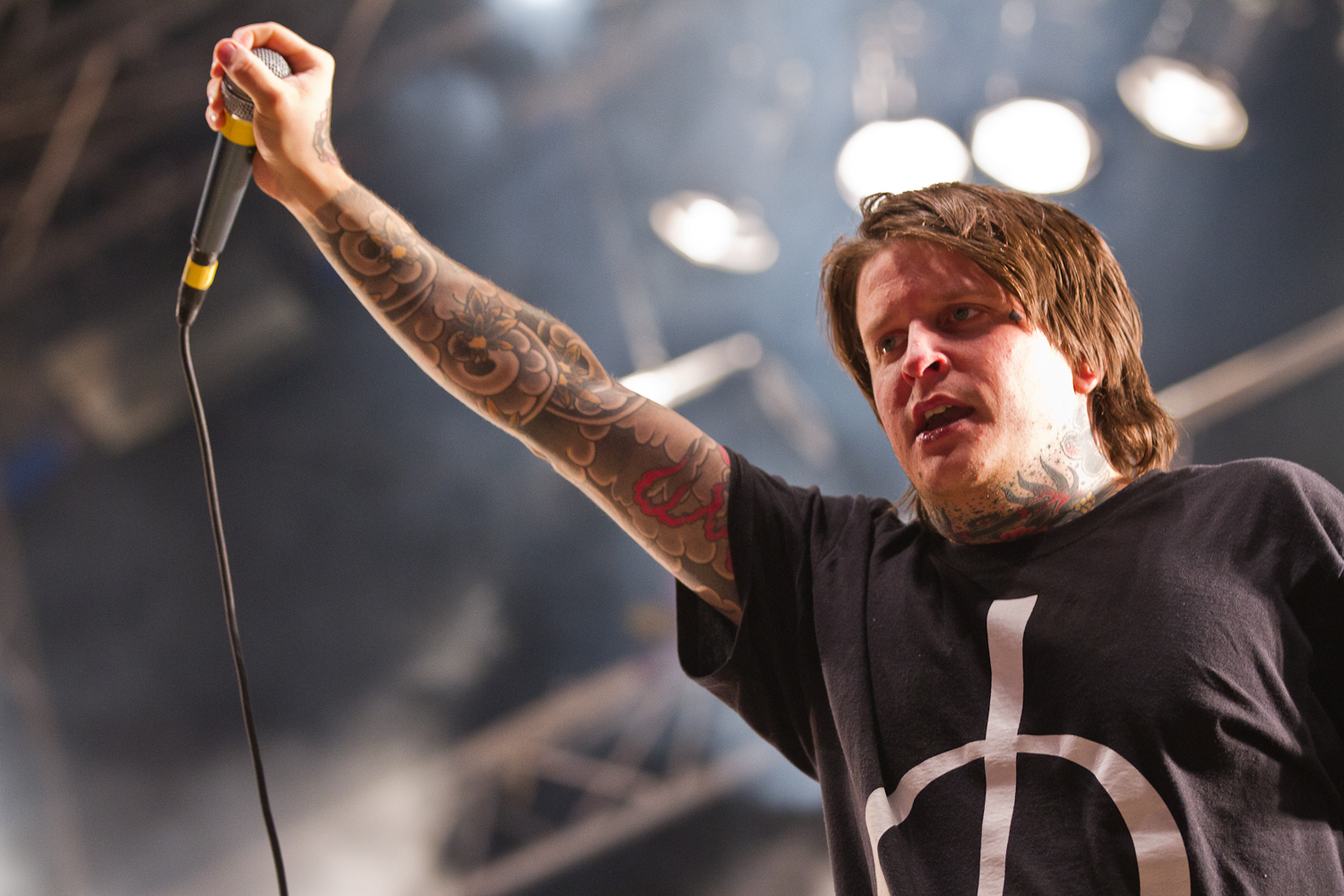
Robert Ljung auf dem Mair1 Open Air 2013 in Montabaur

Am 7. Juni 2012 gab die Band bekannt, dass sie sich im September des Jahres für die Aufnahmen zu einem dritten Studioalbum in das Studio Fredman begeben werden. Dort werden sie erneut mit Fredrik Nordström und Henrik Udd zusammenarbeiten. Das Album soll eine Mischung der beiden Vorgängeralben werden. Am 6. Februar 2013 wurde das Album schließlich unter dem Titel Silence the World für den 22. März des Jahres angekündigt. Zudem tourt die Band im April 2013 durch England und Deutschland und wird auf einigen Festivals in Europa auftreten.
Nachdem ein viertes Album ursprünglich für Sommer 2015 geplant war, führten Differenzen mit dem Plattenlabel Panic & Action dazu, dass Adept das schon fertig produzierte Album erneut aufnehmen mussten. Zudem verließen sie ihr altes Label und gaben im November des Jahres bekannt, dass sie nun bei dem österreichischen Label Napalm Records unter Vertrag stehen. Gleichzeitig wurde als Release-Datum des Sleepless betitelten Albums der 19. Februar 2016 genannt. Nach einigen Auftritten im asiatischen Raum verkündete die Band am 16. Oktober, dass Gitarrist Jerry und Schlagzeuger Gabriel die Band verlassen haben. Ihre Nachfolge traten Kasper Tronstad an der Gitarre und Mikael Norén von Walking with Strangers am Schlagzeug an. Laut der Facebook-Präsenz der Band ist Gabriel seit 2018 wieder der Schlagzeuger der Band.

## Diskografie
| Jahr | Titel                        | Label           | Art          |
| ---- | ---------------------------- | --------------- | ------------ |
| 2004 | Hopeless Illusions           | Eigenproduktion | Demo         |
| 2005 | When the Sun Gave Up the Sky | Eigenproduktion | EP           |
| 2006 | The Rose Will Decay          | Eigenproduktion | EP           |
| 2009 | Shark! Shark! Shark!         | Panic & Action  | EP           |
| 2009 | Another Year of Disaster     | Panic & Action  | Studio-Album |
| 2011 | The Ivory Tower              | Panic & Action  | Single       |
| 2011 | Death Dealers                | Panic & Action  | Studio-Album |
| 2013 | Silence the World            | Panic & Action  | Studio-Album |
| 2016 | Sleepless                    | Napalm Records  | Studio-Album |